# 윌리엄 버넷
윌리엄 버넷(William Burnet 1687년 / 1688년 3월 - 1729년 9월 7일)은 영국의 관료이며, 식민지 총독을 지낸 정치인이다. 뉴욕과 뉴저지 식민지(1720년 - 1728년), 그리고 매사추세츠와 뉴햄프셔 식민지(1728년 - 1729년)의 총독을 지냈다.
버넷은 유서 깊은 가문에서 태어났다. (버넷의 대부는 그가 태어난 직후 잉글랜드 왕 윌리엄 3세가 되었다. 아버지 길버트 버넷은 이후 솔즈베리 주교가 되었다). 그는 좋은 교육을 받았으며, 그를 가르친 가정교사 중에는 아이작 뉴턴도 있었다.
버넷은 그의 생애 대부분 활발하게 지식을 추구하는 삶을 살았고, 1705년~1706년에는 왕립 학회의 펠로우로 선정되었다. 처음에는 중요한 직책을 맡지 않았지만, 재정적 고려, 정치적 관계를 통해 뉴욕과 뉴저지 식민지 총독직을 맡았다. 뉴저지의 총독직은 특별한 논란거리는 없이 보냈지만, 의회의 법안에 동의를 해주는 대가로 사실상의 뇌물을 받는 관례를 만들었다. 뉴욕에서는 북미의 중앙부에서 인디언과 직접 교역을 선호하였고, 식민지 정책을 실시하기 위해, 올버니와 몬트리올 사이의 모피 무역을 끝내려고 했지만 실패했다. 뉴욕의 통치는 버넷이 지지한 지주와 상인 사이의 정치적 분열을 만들며 끝을 맺었다. 잉글랜드 국왕 조지 1세의 사후 1727년 조지 2세는 버넷을 매사추세츠와 뉴햄프셔 식민지의 총독으로 임명했다.
뉴햄프셔의 총독직은 중요한 것이 아니었지만, 매사추세츠 식민지 의회와 총독의 급여 문제에 관해 이전투구식 토론을 의회와 6개월간 벌인 후, 개최 장소를 보스턴에서 멀리 옮겼다. 이 논란은 식민지의 다른 사업을 지연시켰고, 1729년 9월까지 계속되다가 버넷이 사망하게 된다. 타고 있던 마차가 전복되어 물속에 빠지면서 병이 들어 사인으로 연결되었다고 한다.

## 초기 경력
윌리엄 버넷은 1687년/1688년 3월에, 네덜란드 공화국의 주요 도시 헤이그에서 태어났다. 아버지는 길버트 버넷이며, 네덜란드의 오라네 공작 빌렘 3세(버넷의 대부)와 그의 아내 메리 2세의 궁정에서 저명한 신학자였다. 어머니는 메리 (스콧) 버넷은 네덜란드에 정착하여 막대한 부를 쌓았던 스코틀랜드 가문의 상속녀였다. 그녀가 길버트와 결혼한 것은 돈이 목적이 아니라 진정한 사랑이었다는데 일반적으로 견해가 일치한다. 버넷의 부친은 6명의 자녀를 가졌고, 자녀들 중 2명은 유아기에 사망했다.
1688년 후반, 명예혁명 때 빌렘 군대를 이끌고 영국 해협을 넘어 윌리엄과 메리가 공동 통치자로서 영국 왕위에 올랐다. 버넷의 아버지는 즉위식 설교를 했고, 이후에는 솔즈베리 주교로 승진하여 윌리엄 왕이 통치하는 동안 영국 궁정에서 영향력을 계속 행사했다. 하지만 앤 여왕이 왕위에 오른 1702년에는 총애를 잃었다.
버넷의 어머니는 1698년 천연두로 사망했다. 어머니의 유언으로 그의 부친은 2년 후 어머니의 친한 친구였던 엘리자베스 블레이크와 결혼을 하였고, 그녀는 윌리엄과 그의 형제들에게 친절한 계모가 되었다. 가족들 모두 ‘가장 좋은 아버지’ 길버트에게 헌신하였다. 1715년 길버트가 사망하자, 윌리엄은 어머니의 몫으로 주어졌던 상당한 부동산의 1/3을 상속받았다.
버넷은 우수하지만 훈육을 받지 못한 학자였다. 13살에 옥스퍼드에 들어갔지만, 징계를 이유로 퇴학당했다. 그의 교육은 (가정교사로 아이작 뉴턴을 포함한) 사교육을 통해 진행되었으며, 결국 법정 변호사로 인정받았다. 1712년 캔터베리 원장인 조지 스탠호프의 딸 메리와 결혼했다. 버넷 부부는 한 명의 자녀를 가졌지만, 메리는 1717년에 사망했다.

## 지식 추구
엘리트 교육을 받은 버넷은 과학과 수학의 추구에 평생동안 관심을 가지게 되었다. 1705년 아이작 뉴턴은 그를 왕립 학회 회원의 추천하였고, 1705년~1706년 2월에 연구원으로 등록했다. 수학자 고트프리트 라이프니츠를 알고 지냈고, 필라델피아의 상인이자 정치인이었던 제임스 로건과 폭넓은 과학적인 주제에 대해 정기적인 서신을 주고받았다. 스위스의 그린델발트 빙하의 관찰 결과를 왕립 학회에 보고하였고, 1708년 헤이그에 주재할 때는 헝가리의 결합 쌍둥이를 목격하고서 특별 사례로 보고했다. 뉴욕 식민지 총독 때 목성 위성의 침식을 관측한 결과는 뉴욕 시의 경도를 정확하게 구하는 데 사용되었다. 뉴욕에서 임기를 보내고 있던 동안에도, 지적인 호기심을 그치지 않았고, 젊은 벤자민 프랭클린과 짧은 기간 동안 만나서, 그에게 지적인 추구를 격려하기도 했다.

## 참고 문헌
- 《American Quarterly Register, Volumes 13–14》. Boston: American Education Society. 1841. OCLC 1480639.
- Barry, Joseph (1855). 《History of Massachusetts》. Boston: Philips and Sampson. OCLC 19089435.
- Belknap, Jeremy (1812). 《The History of New Hampshire, Volume 2》. Dover, NH: Mann and Remick. OCLC 1387107.
- Bonomi, Patricia (1971). 《A Factious People: Politics and Society in Colonial New York》. New York: Columbia University Press. OCLC 164631994.
- Cohen, I. Bernard; Smith, George, 편집. (2002). 《The Cambridge Companion to Newton》. Cambridge, UK: Cambridge University Press. ISBN 9780521651776. OCLC 186428681.
- Doyle, John Andrew (1907). 《English Colonies in America, Volume 5》. New York: Henry Holt. OCLC 2453886.
- Fleming, Thomas (1984). 《New Jersey: A History》. New York: Norton. ISBN 9780393301809. OCLC 10557902.
- Fumerton, Patricia; Guerrini, Anita; McAbee, Kris (2010). 《Ballads and Broadsides in Britain, 1500–1800》. Burlington, VT: Ashgate. ISBN 9780754662488. OCLC 461323906.
- Hayes, Kevin (2000). 《The Library of John Montgomerie》. Newark, DE: University of Delaware Press. ISBN 9780874137118. OCLC 247735151.
- Kammen, Michael (1975). 《Colonial New York: a History》. New York: Scribner's. ISBN 9780684143255. OCLC 1230649.
- Kierner, Cynthia (1992). 《Traders and Gentlefolk: The Livingstons of New York, 1675–1790》. Ithaca, NY: Cornell University Press. ISBN 9780801426384. OCLC 24319878.
- Leder, Lawrence (1961). 《Robert Livingston, 1654–1728: and the Politics of Colonial New York》. Chapel Hill, NC: University of North Carolina Press. ISBN 9780807808054. OCLC 312348155.
- Leonard, John (1910). 《History of the City of New York》. New York: The Journal of Commerce and Commercial Bulletin. OCLC 1075554.
- Lustig, Mary Lou (1995). 《Privilege and Prerogative: New York's Provincial Elite, 1710–1776》. Madison, NJ: Fairleigh Dickinson University Press. ISBN 9780838635544. OCLC 29635211.
- Purvis, Thomas (1986). 《Proprietors, Patronage & Paper Money》. New Brunswick, NJ: Rutgers University Press. ISBN 9780813511610. OCLC 12947737.
- Speake, Jennifer (ed) (2003). 《Literature of Travel and Exploration: A to F》. New York: Taylor and Francis. ISBN 9781579584252.
- Spencer, Henry (1905). 《Constitutional Conflict in Provincial Massachusetts》. Columbus, OH: Fred Heer. OCLC 2013049.
- Stearns, Raymond Phineas (April 1946). “Colonial Fellows of the Royal Society of London, 1661–1788”. 《The William and Mary Quarterly》 (Third Series, Vol. 3, No. 2): 208–268. JSTOR 1920323.
- Taylor, Daniel (1882). 《The Reign of Christ on Earth》. London: S. Bagster and Sons. OCLC 316489316.
- Thwing, Annie Haven (1920). 《The Crooked and Narrow Streets of Boston 1630-1822》. Boston: Marshall Jones Co. OCLC 526147.
- 《The Philosophical Transactions of the Royal Society》. London: C. and R. Baldwin. 1809. OCLC 18571479.